# Велика Угорщина

Карта Австро-Угорської Монархії: Зелена область показує основну частину Королівства Угорщини, а червона область показує автономне королівство Хорватія-Славонія в Королівстві Угорщина. Ці території складають площу Королівства Угорщини в Габсбурзькій монархії

Угорський іредентизм або Велика Угорщина (угор. Nagy-Magyarország) — широкий загальний термін, що складається з іредентичних і ревізіоністських політичних ідей. Ідея пов'язана з угорським ревізіонізмом. Його мета — відновити кордони, які були до Першої світової війни у Королівстві Угорщини або принаймні повернути собі контроль над угорськими населеними пунктами в сусідніх з Угорщиною країнах. Слід зазначити, що свої іредентистські претензії угорці базують на основі Хорватсько-Угорсько-Руської Монархії, яка до угорців мала лише опосередковане відношення.
Тріанонська угода визначила кордони нової незалежної Угорщини, і порівняно з вимогами довоєнного Королівства нова Угорщина дістала приблизно на 72 % менше території та недорахувалася близько двох третин мешканців, майже 5 мільйонів із яких були угорської національності. Проте лише 54 % мешканців довоєнного Угорського королівства були угорцями до Першої світової війни. Після укладення договору угорські лідери схилялися до скасування деяких його умов. Ця політична мета набула більшої уваги та стала серйозною національною проблемою під час Другої світової війни.
Угорщині, підтримуваній Країнами Осі, тимчасово вдалося отримати деякі (головним чином етнічні угорські) регіони колишнього Королівства в Першому та Другому Віденських арбітражах 1938 і 1940 рр, і за допомогою військової кампанії здобути регіон Карпатської України в 1939 та (етнічно змішані) Бачка, Бараня, Меджимуріє, та Прекмур'я в 1941 (Угорська окупація югославських земель). Після закінчення Другої світової війни, кордони Угорщини, визначені Тріанонською угодою, були відновлені, за винятком трьох угорських сіл, які були передані до Чехословаччини. Сьогодні ці села адміністративно є частиною Братислави.

## Історія

### Передісторія

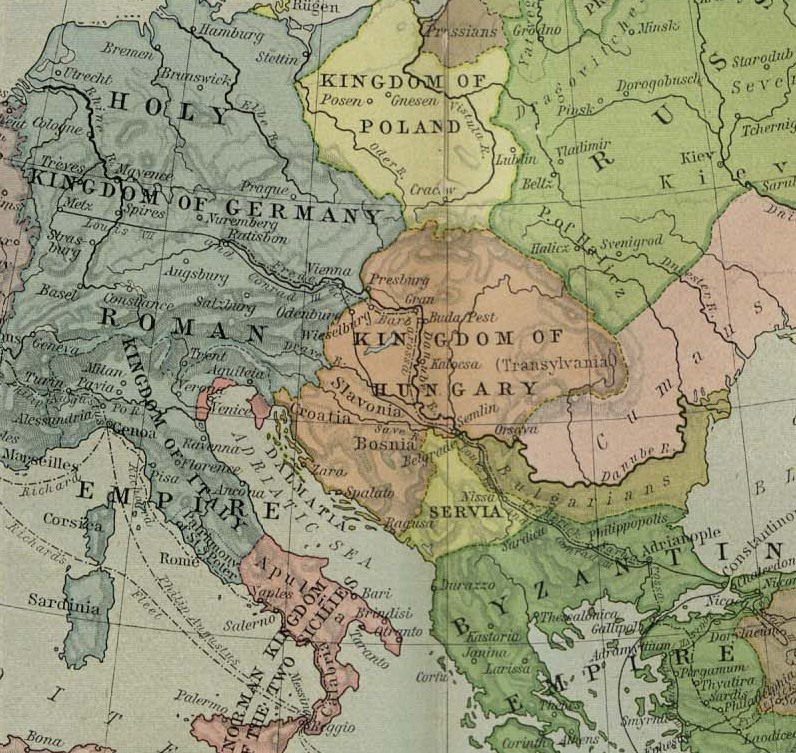
Угорське королівство (показане коричневим) близько 1190 н. е.

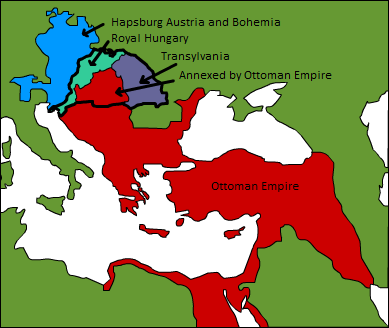
Поділ Угорського королівства в 1541 році

Незалежне Угорське королівство (Мадярське королівство) було створене в 1000 році н. е., та залишалося регіональною силою у Центральній Європі до завоювання Османською імперією його центральної частини в 1526 році за наслідками Битви при Могачі. У 1541 році територія колишнього Угорського королівства була розділена на три частини: на заході і півночі, Габсбургське Угорське королівство зберегло своє існування під владою Габсбургів; Османи управляли південно-центральними частинами колишнього Королівства Угорщини; а на сході, Східно-Угорське королівство (пізніше Трансильванське князівство) було утворене як напівнезалежний суб'єк під сюзеренітетом Османської імперії. Після Османського завоювання у Королівстві Угорщини етнічна структура королівства стала строкатішою через імміграцію в малонаселені райони. Між 1683 і 1717 рр. Габсбургська монархія завоювала всі османські території, що входили до складу Королівства Угорщини до 1526 р., і включила деякі з цих територій до Габсбурзького королівства Угорщини.
Після придушеного повстання в 1848—1849 роках, Угорське королівство і його збори були розпущені, а територія королівства була поділена на 5 районів, серед яких Пешт та Офен, Оденбург (Шопрон), Пресбург (Братислава), Кашау (Кошиці) та Гросвардейн (Орадя), під прямим контролем з Відня, також Хорватія, Славонія та Воєводство Сербія та Темешварський банат були відділені від Королівства Угорщини протягом 1849—1860 років. Однак ця нова централізована система не забезпечила стабільності, і в результаті військової поразки Австрійська імперія була перетворена на Австро-Угорщину через Австро-угорський компроміс 1867 року, за яким Угорське королівство стало однією з двох складових нової дуалістичної монархії з самоврядуванням у своїх внутрішніх справах.
Значна кількість осіб, які сьогодні вважаються важливими в угорській культурі, народилися в сучасних частинах Румунії, Словаччини, Польщі, України та Австрії (див Перелік угорців, які були народжені за межами сучасної Угорщини). Назви угорських страв, загальних прізвищ, прислів'їв, висловлювань, народних пісень і т. д. також стосуються цих багатих культурних зв'язків. Після 1867 р. немадярські етнічні групи були піддані насильній асиміляції і мадяризації. Зокрема, насильно було мадяризовано більше 500 000 русинів-українців.

Карта Королівства Угорщина перед 1918 роком

Серед найвідоміших політик була пропаганда угорської мови, як офіційної мови країни (на заміну Латини та Німецької); проте це часто відбувалося за рахунок Західнослов'янських, румунської та української мов, що в підсумку породило феномен мадяронів. Новий уряд автономного Королівства Угорщини прийняв позицію, згідно з якою Угорське королівство повинно бути угорською національною державою, і що всі інші народи, що живуть у Королівстві Угорщини —Німці, Євреї, Румуни, Словаки, Поляки, Русини-Українці та інші національності—повинні бути асимільовані. (Хорвати були певною мірою винятком з цього, оскільки вони мали досить високий рівень самоврядування в Хорватії-Славонії, залежному королівстві у складі Королівства Угорщини.)

### Перша світова війна

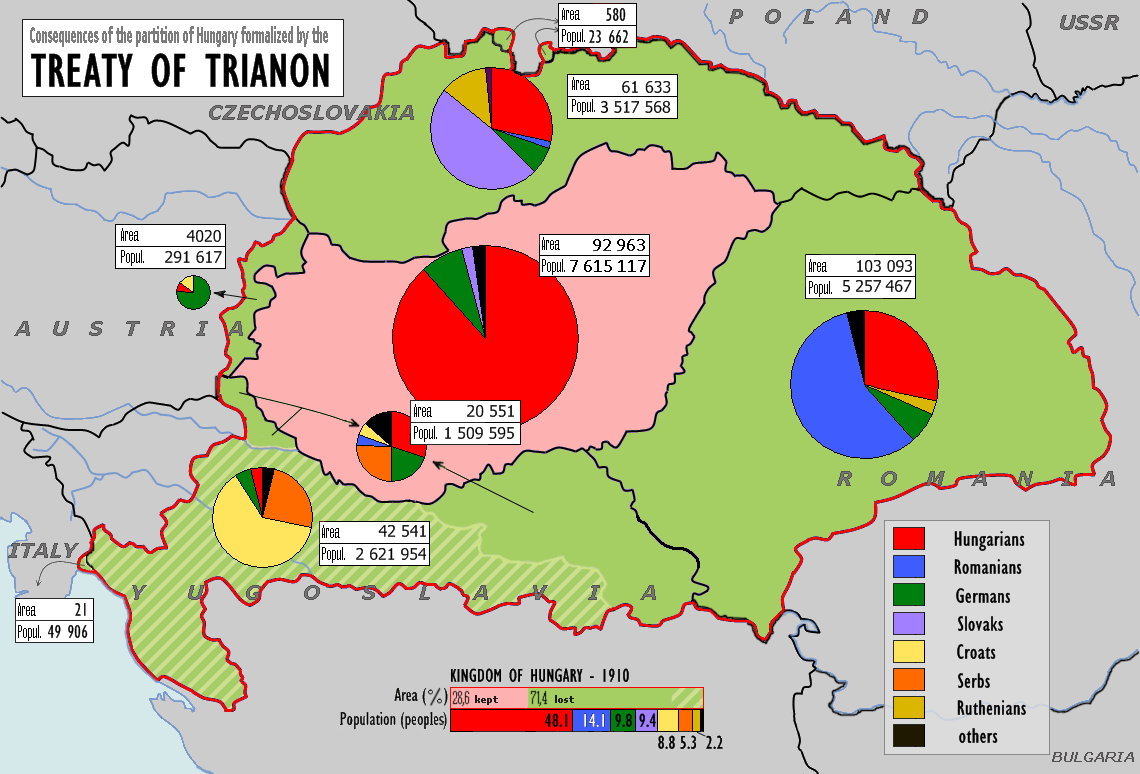
Території відторгнуті за Тріанонською угодою і їх населення (червоним показані угорці)

Мирні договори, підписані після Першої світової війни, переосмислювали державні кордони Європи. Розпад Австро-Угорщини, після її поразки в Першій світовій війні дав можливість для підлеглих національностей старої монархії всім формувати свої власні національні держави (однак, більшість з посталих країн все-таки стали багатонаціональними державами, які складалися з декількох національностей). Тріанонська угода 1920 року визначила кордони для нової Угорської держави: на півночі — Словацька та Рутенська (Русинська) області, у тому числі райони угорської більшості, стали частиною нової держави Чехословаччини. Трансильванія та більшість Банату стали частиною Румунії, тоді як Хорватія-Славонія та інші південні райони стали частиною нової держави Югославії.
Аргументи мадярських ревізіоністів за їх метою були: наявність територій мадярської більшості в сусідніх країнах, продовження історичних традицій Королівства Угорщини, або аргументація географічної єдності та економічного симбіозу регіону Паннонської рівнини, хоча деякі угорські ревізіоністи віддавали перевагу відновленню лише етнічно угорської більшості навколо Угорщини.
Пост-тріанонська Угорщина мала близько половини населення колишнього Королівства. Населення територій Королівства Угорщини, які не були віднесені до пост-Тріанонової Угорщини, загалом складалося з немадярської більшості, хоча вони включали значну частку етнічних угорців та районів угорської більшості.
За словами Каролі Кочіса та Естер Кочіс-Ходосі, етнічний склад в 1910 році:
| Регіон            | Мадяри | Німці  | Румуни | Серби  | Хорвати | Русини (Українці) | Словаки | Зауваження                                                                |
| ----------------- | ------ | ------ | ------ | ------ | ------- | ----------------- | ------- | ------------------------------------------------------------------------- |
| Трансильвані      | 31.7 % | 10.5 % | 54.0 % | 0.9 %  |         |                   | 0.6 %   | Угорці зосереджені в Секейській землі (Мадярська більшість).              |
| Воєводина         | 28.1 % | 21.4 % |        | 33.8 % | 6.0 %   | 0.9 %             | 3.7 %   |                                                                           |
| Закарпаття        | 30.6 % | 10.6 % |        |        |         | 54.5 %            | 1.0 %   | 1.0 % Словаків та Чехів                                                   |
| Словаччина        | 30.2 % | 6.8 %  |        |        |         | 3.5 %             | 57.9 %  | з угорцями зосередженими на півдні, який сьогодні має угорську більшість. |
| Бургенланд        | 9.0 %  | 74.4 % |        |        | 15 %    |                   |         |                                                                           |
| Хорватія-Славонія | 4 %    | 5 %    |        | 25 %   | 63 %    |                   |         |                                                                           |

Таким чином, Тріанон визначив нові кордони Угорщини так, що етнічні мадяри (угорці) сформували абсолютну більшість населення в країні. Майже 3 млн етнічних мадяр залишилися за межами пост-тріанонської Угорщини. Значна кількість немадярських національностей залишилася в межах нових кордонів Угорщини, найбільшою з яких були Німці (Шваби) із 550 062 осіб (6.9 %).

#### Наслідки
Після Тріанонської угоди, політична концепція, відома як Угорський ревізіонізм набула популярності в Угорщині. Мадярські ревізіоністи створили націоналістичну ідеологію з політичною метою відновлення кордонів історичного до тріанонського королівства Угорщини. Обґрунтуванням цієї мети зазвичай слідує той факт, що нібито дві третини території їхніх земель були включені до сусідніх країнами з приблизно 3 мільйонами мадяр, які жили на цих територіях. Кілька муніципалітетів, що мали суто мадярське етнічне населення, були виключені з пост-тріанонської Угорщини, яка мала кордони, визначення для відсікання більше половини економічно розвинених районів (Сегед, Печ, Дебрецен тощо.) і розміщення залізниці на іншій стороні.

### Поблизу реалізації

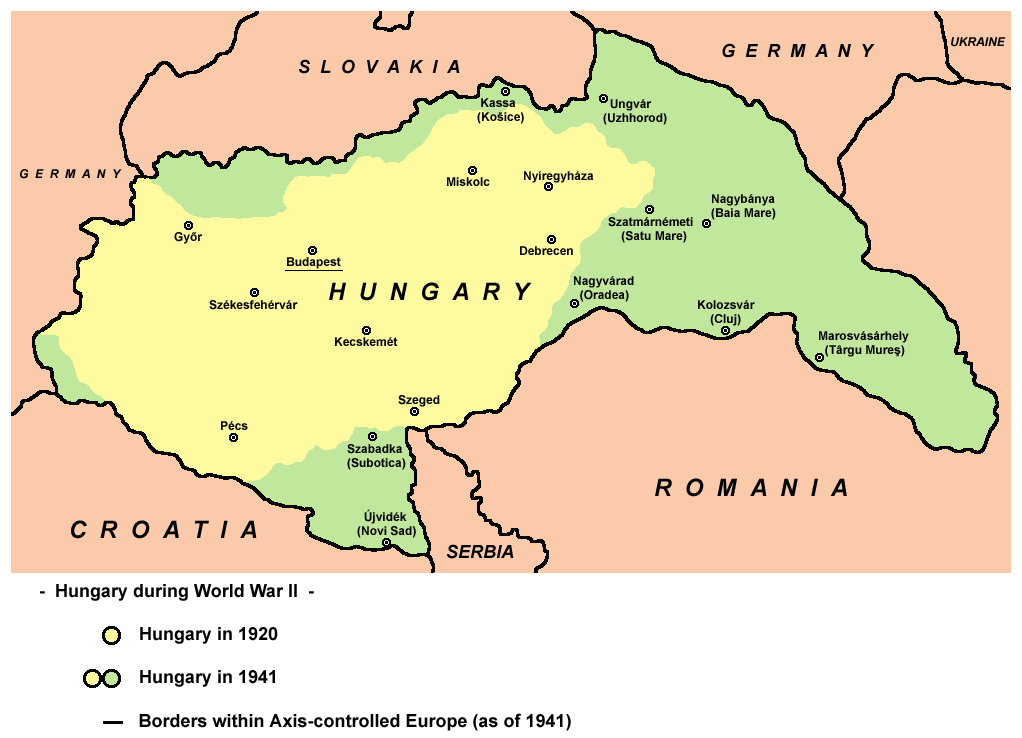
Угорщина у 1920 та 1941

Уряд Угорщини став колаборантом-союзником Третього Райху під час Другої світової війни в обмін на гарантії того, що кордони Великої Угорщини будуть відновлені. Цю мету частково було досягнуто, коли Угорщина реанексувала території Чехословаччини, Румунії та Югославії на початку війни в тому числі і давні русько-українські землі. Ці анексії були підтверджені Мюнхенською угодою (1938), двома Віденськими арбітражами (1938 та 1940) та через агресію проти Югославії (1941), лист було досягнуто через тиждень після того, як німецька армія вже вторглася в Югославію.
Відсоток угорськомовних становив 84 % у південній Чехословаччині[джерело?] та 15 % у Підкарпатській Русі.
Населення Північної Трансильванії, за підрахунками мадярської перепису населення 1941 року 53.5 % угорців (мадярів) та 39.1 % румунів.
Югославська територія окупована Угорщиною (в тому числі Бачка, Баранья, Медзімур'є та Прекмур'я) мала приблизно один мільйон жителів, включаючи 543,000 Югославів (Сербів, Хорватів та Словенців), 301,000 Угорців, 197,000 Німців, 40,000 Словаків, 15,000 Русинів-Українців та 15,000 Євреїв. Лише в регіоні Бачка (зі значною кількістю русинів), за переписом 1931 р. відсоток угорськомовних становив 34.2 %, в той час як одна з інтерпретацій пізнішого угорського перепису населення 1941 року вказує, що 45,4 % або 47,2 % оголосили себе угорськомовними або етнічними угорцями (таку інтерпретацію надають автори Каролі Кочіс та Естер Хосісне Ходосі. Перепис 1941 р., однак, не зафіксував етнічну приналежність людей, але тільки рідну мову ). Населення всього Бачка підраховане, як 789,705 мешканців в 1941 році. Це означає, що з початку окупації кількість угорськомовних у Бачці зросла на 48,550, а кількість сербськомовних зменшилася на 75,166.
Становлення угорського правління в деяких місцях зіштовхувалося з повстаннями частини немадярського населення, а відбиття угорського вторгнення було позначене військовими злочинами, такими як Іп та інші населені пункти в Північній Трансильванії (спрямовані проти румунів) або Бачка, де угорськими військовими з 1941 по 1944 рр. були депортовані або вбиті 19,573 цивільних, в основному серби та євреї, але також й угорці, які не співпрацювали з новою владою. Близько 56,000 людей також вигнали з Бачки.
Єврейське населення Угорщини та райони, які воно обіймало, було частково зменшене як частина Голокосту. Десятки тисяч румунів втекли з окупованої угорським урядом Північної Трансильванії, і навпаки. Після війни території були повернуті до складу сусідніх країн, а територія Угорщини навіть дещо зменшилась, віддаючи три села на південь від Братислави до Словаччини. Держави, які відновлювали свої території здійснювали гоніння на угорських цивільних осіб, як в Югославії, це робили югославські партизани (точна кількість етнічних угорців, вбитих партизанами Югославії, не є чітко визначеною та оцінюється в межах від 4 000 до 40 000; 20 000 часто розглядається як найбільш імовірна), так і в Трансильванії, руками Маніу Гарда до кінця Другої світової війни.

## Сучасність
Наступна таблиця перелічує території з угорським населенням у сусідніх країнах сьогодні:
| Країна, регіон | Угорці                                                         | Культурний, політичний центр | Пропонована автономія |
| Румунія · частини Трансильванії (в основному повіти Харгіта, Ковасна та частина Муреш, Центральна Румунія), див: Угорці в Румунії | 1,227,623 (6.5 %) у Румунії 1,216,666 (17.9 %) у Трансильванії | Тиргу-Муреш Клуж-Напока      | Секейська земля (яка б мала площу 13,000 км2 і населення 809 000 осіб з яких 75.65 % угорці)                                             |
| Сербія · частини Воєводини на півночі Сербії, див: Угорці в Сербії                                                                | 293,299 (3.91 %) у Сербії 290,207 (14.28 %) у Воєводині        | Суботиця                     | Угорська регіональна автономія (яка б мала площу 3,813 км2 та населення 340 007 осіб з яких 52.10 % угорці та 41.11 % південні слов'яни) |
| Словаччина · частини південної Словаччини, див: Угорці в Словаччині                                                               | 458,467 (8.5 %)                                                | Комарно                      | — |
| Україна · частини Закарпатської області на півдні західної України, див: Угорці в Україні                                         | 156,566 (0.3 %) в Україні 151,533 (12.09 %) у Закарпатті       | Берегове                     | Притисянська автономія |

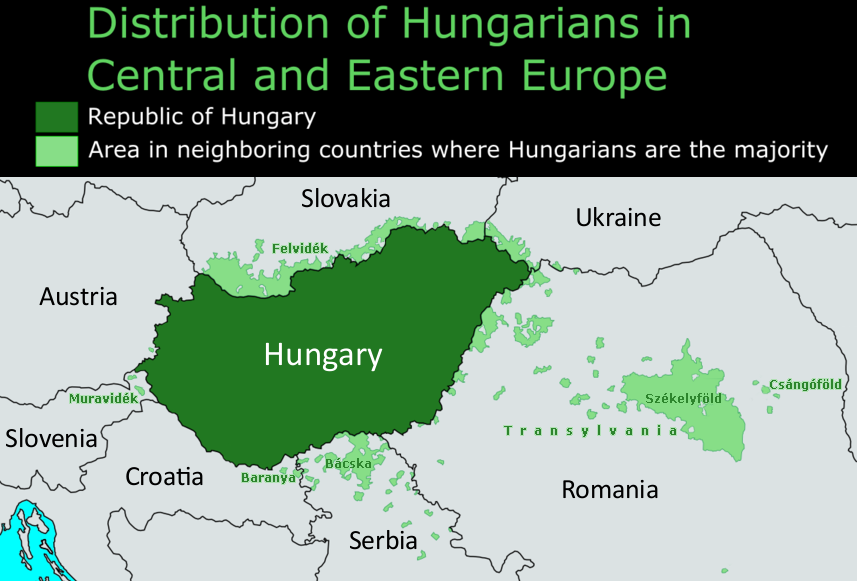
Території з етнічною угорською більшістю у сусідніх країнах, за Ласло Себок.

Протягом комуністичної епохи марксистсько-ленінська ідеологія і теорія Сталіна про національності вважали націоналізм «хворобою буржуазного капіталізму». В Угорщині питання меншин зникло з політичного порядку денного. Комуністична гегемонія гарантувала фасад міжетнічного миру, не зумівши забезпечити міцне розподілення інтересів меншин в унітарній державі.
Падіння комунізму викликало очікування угорських меншин у сусідніх країнах і застало Угорщину не готовою до вирішення цієї проблеми. Угорські політики виступили за формалізацію прав угорських меншин у сусідніх країнах, що викликало занепокоєння в регіоні. Вони забезпечили угоди про необхідність гарантії колективних прав та утворили нові угорські меншинні організації для сприяння культурним правам та політичній участі. У Румунії, Словаччині та Югославії (нині Сербія) колишні комуністи закріпили народну легітимність, враховуючи націоналістичні тенденції, ворожі до прав меншин.
Останні суперечки, викликані урядом Віктора Орбана коли Угорщина обійняла президентство над ЄС в 2011, коли була представлена «історична хронологія» — серед інших культурних, історичних і наукових символів або образів Угорщини — карта 1848 року Великої Угорщини, коли Будапешт керував великими територіями своїх сусідів.

### Угорщина
Матеріали кампанії партії Йоббік містять карту «Великої Угорщини до 1920 року».

### Словаччина
Під великим тиском з боку ЄС та НАТО Угорщина підписала двосторонню державну угоду зі Словаччиною про Добросусідські відносини та дружнє співробітництво в березні 1995 року, спрямовану на врегулювання суперечок щодо кордонів та прав меншин. Однак його розпливчасті формулювання дозволяють двояке тлумачення. Однією з причин конфліктів була Рекомендація 1201 Європейського Союзу, яка передбачає створення автономного самоврядування на основі етнічних принципів на тих територіях, де етнічні меншини становлять більшість населення.
Прем'єр-міністр Угорщини наполягав, щоб цей договір захищав угорську меншість як «спільноту». Словаччина прийняла Рекомендацію 1201 у договорі, але засудила концепцію колективних прав меншин та політичну автономію як «неприйнятну та дестабілізуючу». Словаччина остаточно ратифікувала цей договір у березні 1996 року після того, як уряд додав односторонню заяву про те, що ця угода не передбачає колективної автономії для угорців. Через це Угорський уряд відмовився визнати чинність декларації.

### Румунія

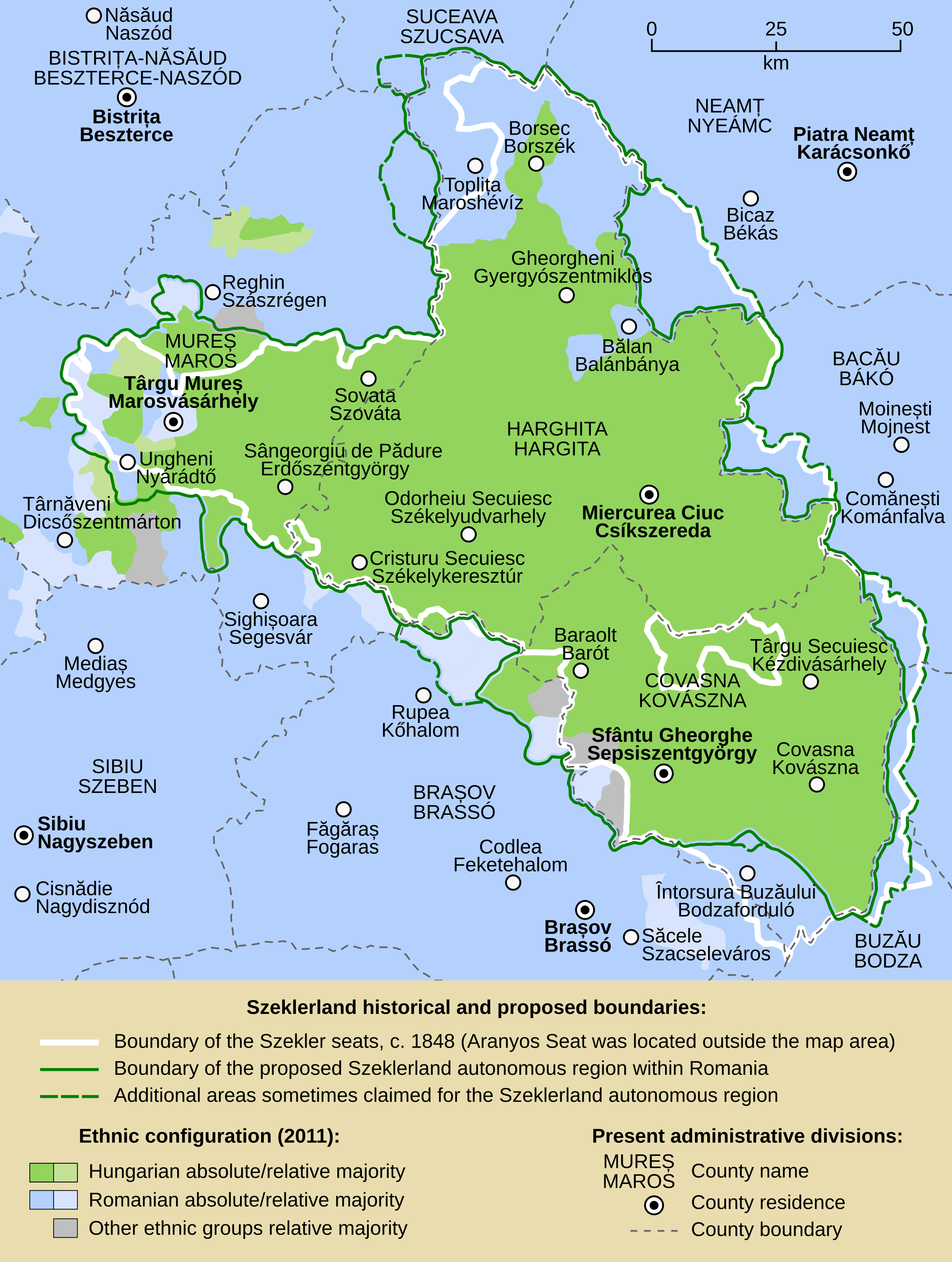
Секейська земля як це передбачалося прихильниками автономії

Після Другої світової війни, у Трансильванії було створено Угорську автономну область, яка охоплювала більшу частину земель, населених Секеями. Цей регіон існував до 1964 року, коли адміністративна реформа розподілила Румунію на нинішні округи. З 1947 до Румунської революції 1989 року та смерті Ніколае Чаушеску мала місце систематична Румунізація мадярів, з кількома дискримінаційними положеннями, позбавляючи їх культурної самобутності. Ця тенденція почала спадати після 1989 року, а питання Секейської автономії залишалося делікатною проблемою.
16 вересня 1996 року, після п'яти років переговорів, Угорщина та Румунія також підписали двосторонній договір, який обмежив характер та обсяг захисту меншин, який Бухарест повинен надавати громадянам Угорщини. Угорщина знизила свої вимоги щодо автономії для етнічних меншин; в обмін Румунія прийняла посилання на Рекомендацію 1201 у договорі, зі спільною декларацією, що гарантує індивідуальні права, але не виключає колективних прав та територіальну автономію, яка ґрунтується на етнічних критеріях. Ці поступки були зроблені в значній мірі, оскільки обидві країни визнали необхідність покращення добросусідських відносин як передумови для членства в НАТО.

### Воєводина, Сербія

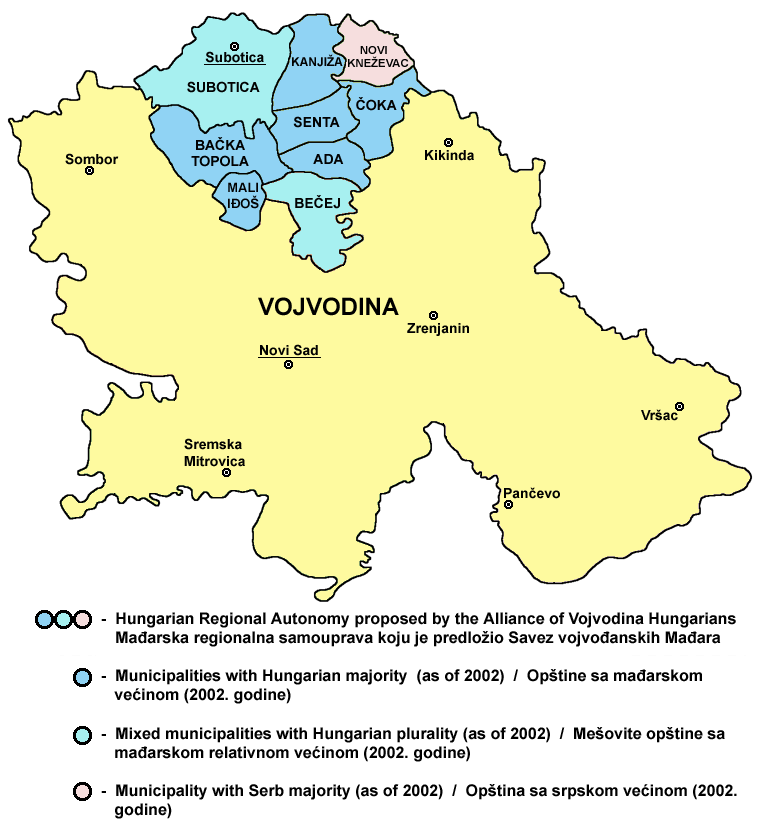
Карта пропонованої угорської регіональної автономії, на початку XXI століття.

Існує п'ять основних етнічних угорських політичних партій у Воєводині:
- Альянс воєводинських угорців[en], яким керує Іштван Пастор
- Демократичне товариство воєводинських угорців[en], яким керує Арон Цсонка
- Демократична партія воєводинських угорців[en], яким керує Андраш Агостон[en]
- Угорський громадянський союз[en], яким керує Ласло Раць Шабо[en]
- Рух угорської надії[en], яким керує Блайнт Ласло[hu]

Ці партії виступають за створення територіальної автономії для угорців у північній частині Воєводини, яка включатиме муніципалітети з угорською більшістю (Див. Угорська регіональна автономія задля подробиць).

### Україна
- висунуті вимоги утворення Притисянської автономії

Діють наступні партії:
- Партія угорців України
- Демократична партія угорців України — однойменна з аналогом у Сербії

Через підконтрольних політиків та громадські організації в Україні Будапешт вкотре намагається створити в українському Закарпатті Притисянський виборчий округ, який, на перший погляд, є демократичним інструментом волевиявлення закарпатських угорців, але насправді несе приховану загрозу суверенітету України.
Інформаційна «розкрутка» питання створення угорського виборчого округу на Закарпатті стартувала під час передвиборчої кампанії з виборів Президента України навесні 2019 року. У березні народний депутат України та голова Товариства угорської культури Закарпаття (угорською «KMKSZ») Василь Брензович подав судовий позов проти Центральної виборчої комісії України за відмову у створенні так званого Притисянського виборчого округу. Йдеться про визначення окремого виборчого округу на території 4-х районів Закарпаття вздовж річки Тиса, де компактно проживають етнічні угорці, нібито з метою обрання нацменшиною свого представника у Верховній Раді, яким, до речі, і є сам Брензович. Причому, готуючись до того, що суд ймовірно підтримає законну відмову ЦВК, угорці почали діяти на рівні місцевих рад Закарпаття.
17 травня, на черговій сесії Берегівської міськради, голова найбільшої проугорської фракції Демократичної партії угорців України (ДПУУ) Кароліна Дорчі, відома своєю антиукраїнською позицією, планувала зачитати звернення депутатів до ЦВК щодо створення Притисянського угорського виборчого округу на Закарпатті. Однак, за відсутності кворуму, сесія міськради так і не відбулась.